# Touristische Arbeitsgemeinschaft Vorderer Odenwald
Die Touristische Arbeitsgemeinschaft (Abkürzung TAG) Vorderer Odenwald ([tuˈʁɪstɪʃə ˈaʁbaɪ̯t͡sɡəˌmaɪ̯nʃaft ˈfɔʁdɐɐ ˈoːdn̩valt]) besteht seit November 2019 und ist ein Zusammenschluss aus den zehn Odenwald-Kommunen des Kreises Bergstraße in Hessen (Gemeinde Abtsteinach, Gemeinde Birkenau, Gemeinde Fürth, Gemeinde Gorxheimertal, Gemeinde Grasellenbach, Gemeinde Lautertal, Stadt Lindenfels, Gemeinde Mörlenbach, Gemeinde Rimbach, Gemeinde Wald-Michelbach). Die zentrale Steuerung der TAG Vorderer Odenwald erfolgt über die Tourismusagentur der Wirtschaftsförderung Bergstraße GmbH (WFB) mit deren Standort in Lorsch (Firmensitz: Heppenheim).
Die Touristische Arbeitsgemeinschaft (TAG) Vorderer Odenwald ist innerhalb des Drei-Ebenen-Modells des Tourismuspolitischen
Handlungsrahmens
2023 des Landes Hessen Teil der Destination Bergstraße-Odenwald. Das Gebiet der TAG Vorderer Odenwald liegt innerhalb der geographischen und geologischen Einheit des Vorderen Odenwalds.

## Struktur und Ziele der TAG Vorderer Odenwald
Die Touristische Arbeitsgemeinschaft (TAG) Vorderer Odenwald ist ein Zusammenschluss der oben genannten Städte und Gemeinden im Kreis Bergstraße, die sich aufgrund der kleinteiligen touristischen Strukturen auf lokaler Ebene vereint haben. Ziel ist es, die vorhandenen Ressourcen zu bündeln, die touristische Arbeit zu professionalisieren und eine gemeinsame, starke Marktpräsenz für alle Mitgliedsorte zu schaffen.
Viele hessische Städte und Gemeinden setzen auf diese interkommunale Zusammenarbeit, um den Tourismus nachhaltig und erfolgreich zu gestalten. Die TAGs übernehmen dabei Aufgaben, die weit über die Möglichkeiten einzelner Kommunen hinausgehen. Sie arbeiten eng mit den hessischen Destinationen zusammen und konzentrieren sich auf Schwerpunkte wie Gästeservice und Information, Netzwerk- und Innenmarketing, Identitäts- und Markenmanagement, Vermarktung und Vertrieb sowie Angebots- und Produktentwicklung.
Derzeit gibt es in Hessen 31 Touristische Arbeitsgemeinschaften, die sich in verschiedenen Entwicklungsstadien befinden.
Für eine erfolgreiche Arbeit müssen bestimmte Mindestanforderungen erfüllt werden, damit die TAGs am Markt wirksam auftreten können. Dazu zählen Raumkriterien, touristische Relevanz, eine angemessene Ausstattung, klare Organisations- und Managementstrukturen sowie die Bereitschaft, sich aktiv in das touristische Gesamtsystem Hessens einzubringen. Städte und Gemeinden, die diese Voraussetzungen selbst erfüllen, können eigenständig agieren, während sich andere in einer TAG zusammenschließen, um Synergien zu nutzen und eine langfristige Finanzierung zu sichern.

## Sehenswürdigkeiten
- Tromm
- Felsenmeer (Lautertal)
- Burg Lindenfels
- Fürther Miniaturwelten
- Bergtierpark Erlenbach
- Erlebnishöhe Wald-Michelbach[5]
- Steinbruch Mackenheim[6]
- Siegfriedbrunnen Grasellenbach
- Das Deutsche Drachenmuseum e.V.[7]
- Überwaldbahn mit Solardraisine